# NASA M2-F1

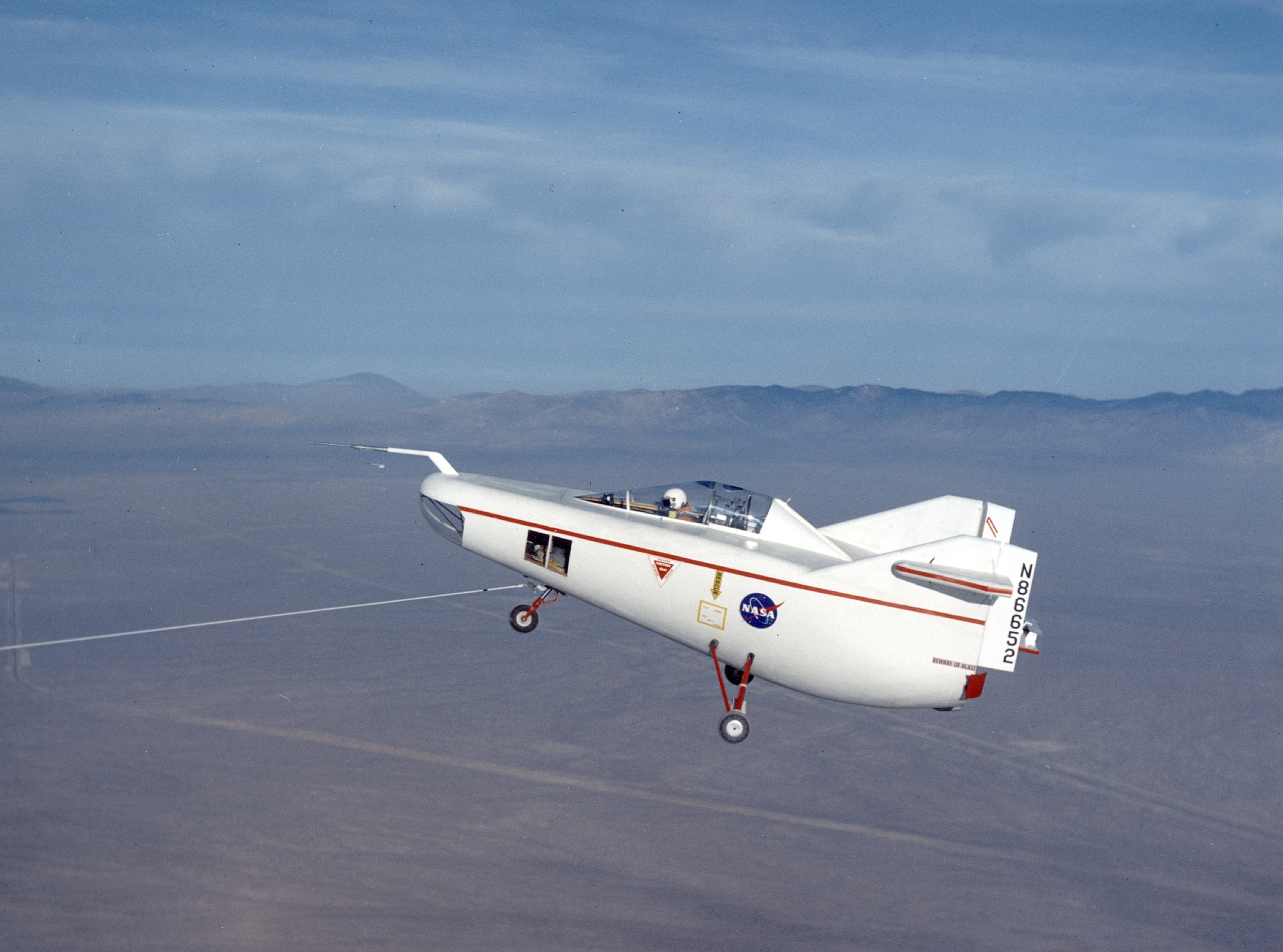
M2-F1 beim Erstflug, im Schlepp einer C-47

Die NASA M2-F1 war ein US-amerikanisches Experimentalflugzeug auf Basis des Tragrumpfkonzeptes („Lifting Body“). Sie wurde vom Direktor des Dryden Forschungslabors Paul Bikle in Auftrag gegeben. Die NASA M2-F1 war das erste in einer Reihe von tragflächenlosen Experimentalflugzeugen, die zwischen 1963 und 1975 getestet wurden. Weitere Maschinen waren:
- die Northrop HL-10 (1966)
- die Northrop M2-F2 (1968)
- die Martin-Marietta X-24 (1969)
- die Northrop M2-F3 (1970)

Die Buchstaben M und F standen dabei für manned (bemannt) und flight (Flugzeugversion). Die Testflüge fanden im NASA Flight Research Center (heute Dryden Flight Research Center) statt. Mit diesen Versuchen konnte gezeigt werden, dass Tragflächen- und antriebslose Flugzeuge sicher gesteuert und an definierter Stelle gezielt gelandet werden können. Die M2-F1 war eine sehr einfache, billige (nur 30.000 Dollar), halbkegelige und unmotorisierte Konstruktion, die aus einem geschweißten Stahlskelett mit einer sehr glatten Außenhaut aus Mahagoniholzsegmenten, die verklebt und anschließend in Form geschliffen wurden, bestand. Sie besaß einen verglasten Bug und war für den Notfall mit kleinen Hilfsraketen im Heck ausgerüstet.
Der Erstflug fand als Autoschlepp, gezogen durch ein Pontiac Catalina-Cabriolet, am 5. April 1963 bei etwa 140 km/h statt. Dabei traten heftige Schlingerbewegungen auf, die jedoch durch Änderungen an der Steuerung beseitigt werden konnten. Danach wurde die Geschwindigkeit auf 180 km/h gesteigert, wobei 20 Meter Flughöhe und nach dem Ausklinken des Seils bis zu 20 Sekunden eigenständiger Flug erreicht wurden. Vor dem Umstieg auf Schleppstarts mit einer Douglas DC-3 als Schleppflugzeug wurde die Maschine für einige Wochen in einen Windkanal des Ames Research Center gebracht, um deren Flugverhalten besser testen zu können. Der Erstflug der M2-F1 mit dem Piloten Milt Thompson am Steuer im F-Schlepp folgte dann am 16. August 1963. Dabei wurde die Maschine auf 4000 Meter Höhe geschleppt und ausgeklinkt. Sie landete nach einem steilen Sinkflug mit einer Sinkrate von 1000 m/min problemlos mit 250 km/h auf der Landebahn. Nach etwa 400 Schleppflügen mit dem Auto und 77 mit dem Flugzeug (wobei auch berühmte Piloten wie Chuck Yeager am Steuer saßen), bei denen wertvolle Informationen für die Nachfolgeentwürfe gewonnen werden konnten, wurde die Maschine außer Dienst gestellt und die Northrop M2-F2 in Auftrag gegeben.

## Technische Daten
- Besatzung: 1
- Länge: 6,1 m
- Spannweite: 4,32 m
- Höhe: 2,89 m
- Tragflügelfläche: 12,9 m²
- Leermasse: 454 kg
- Startmasse: 536–567 kg
- Höchstgeschwindigkeit: 250 km/h
- Reichweite: 16 km